# R-League
Die R-League ist die Reserveliga der Profivereine aus der K League in Südkorea.

## Geschichte
Ihre erste Spielzeit absolvierten sie im Jahr 1990 mit den Mitgliedervereinen der K League. Die damaligen Mitglieder der Liga waren: POSCO Atoms, Hyundai Horang-i, Yukong Elephants, Daewoo Royals und Lucky-Goldstar Hwangso. Den ersten Titel gewann POSCO Atoms, zwei Punkte vor Yukong Elephants. Die Liga wurde allerdings danach wieder aufgelöst und die Vereine entsendeten ihre Reservemannschaften in die Halbprofiliga der National Football Championship.
Im Jahr 2000 nahm die Liga mit zwei neuen Staffeln den Betrieb auf. 9 Mannschaften traten in der Zentralen Liga (Gruppe A) und der Süd Liga (Gruppe B) gegeneinander an.
2001 trat die Reservemannschaft von Police FC der Liga bei, ehe 2002 die Reservemannschaft von Gwangju Sangmu ebenfalls der Liga beitrat.
Bis 2009 entsendeten 13 von 15 Franchises ihre Reservemannschaften in die R-League mit den nicht K-League-Mitglied Police FC. Nur Gangwon FC und Jeju United entsendeten keine Reservemannschaften in die R-League.
Da ab 2013 eine neue Liga gegründet wurde, wurde 2012 die Anzahl der Mitglieder der R-League verringert. Von 2013 bis 2015 wurde die R-League nicht ausgetragen. Zur Saison 2016 erklärten K-League-Mitglieder, Interesse an einer erneuten Austragung zu haben.

## Mitglieder der R-League
2016 nahmen folgende Mannschaften an der Liga teil:
| Gruppe A                | Gruppe B               |
| ----------------------- | ---------------------- |
| Goyang Zaicro FC        | Daegu FC               |
| Bucheon FC 1995         | Daejeon Citizen        |
| FC Seoul                | Busan IPark            |
| Seoul E-Land FC         | Ulsan Hyundai          |
| Seongnam FC             | Jeonbuk Hyundai Motors |
| Suwon Samsung Bluewings | Chungju Hummel FC      |
| Ansan Mugunghwa FC      |                        |
| Incheon United          |                        |

## Spielzeiten & Meisterschaften

### Spielzeiten der R-League
| 1990                                                                                 | Pohang Atoms                                                       | Yukong Elephants                                              |
| 1991–1999: Keine Austragung des Wettbewerbs                                          |                                                                    |                                                               |
| 2000                                                                                 | Anyang LG Cheetahs                                                 | Seongnam Ilhwa Chunma FC                                      |
| 2001                                                                                 | Seongnam Ilhwa Chunma FC                                           | Anyang LG Cheetahs                                            |
| 2002                                                                                 | Anyang LG Cheetahs                                                 | Seongnam Ilhwa Chunma FC                                      |
| 2003                                                                                 | Gruppe A: Seongnam Ilhwa Chunma FC Gruppe B: Chunnam Dragons       | Gruppe A: Anyang LG Cheetahs Gruppe B: Ulsan Hyundai Horang-i |
| 2004                                                                                 | FC Seoul                                                           | Seongnam Ilhwa Chunma FC                                      |
| 2005                                                                                 | Bucheon SK                                                         | FC Seoul                                                      |
| 2006                                                                                 | Incheon United                                                     | Busan IPark                                                   |
| 2007                                                                                 | Pohang Steelers                                                    | Seongnam Ilhwa Chunma FC                                      |
| 2008                                                                                 | Incheon United                                                     | Pohang Steelers                                               |
| 2009                                                                                 | Incheon United                                                     | Seongnam Ilhwa Chunma FC                                      |
| 2010                                                                                 | Gruppe A: FC Seoul Gruppe B: Pohang Steelers                       | Gruppe A: Seongnam Ilhwa Chunma FC Gruppe B: Gyeongnam FC     |
| 2011                                                                                 | Gruppe A: Seongnam Ilhwa Chunma FC Gruppe B: Sangju Sangmu Phoenix | Gruppe A: Police FC Gruppe B: Pohang Steelers                 |
| 2012                                                                                 | Gruppe A: Police FC Gruppe B: Busan IPark                          | Gruppe A: Incheon United Gruppe B: Ulsan Hyundai              |
| 2013–2015: Keine Austragung des Wettbewerbs                                          |                                                                    |                                                               |
| 2016                                                                                 | Gruppe A: FC Seoul Gruppe B: Daegu FC                              | Gruppe A: Suwon Samsung Bluewings Gruppe B: Busan IPark       |
| 2017                                                                                 | Ulsan Hyundai                                                      | Suwon Samsung Bluewings                                       |
| 2018                                                                                 | Gruppe A: FC Seoul Gruppe B: Daejeon Citizen FC                    | Gruppe A: Jeju United Gruppe B: Daegu FC                      |
| 2019                                                                                 | Gruppe A: FC Seoul Gruppe B: Pohang Steelers                       | Gruppe A: Jeju United Gruppe B: Daejeon Citizen FC            |
| 2020–2021: Keine Austragung des Wettbewerbs, wegen der COVID-19-Pandemie in Südkorea |                                                                    |                                                               |
| 2022                                                                                 | Gruppe A: Gruppe B:                                                | Gruppe A: Gruppe B:                                           |

### Meisterschaften
| Verein                  | Anzahl Meisterschaften | Jahr                                           | Anzahl Vizemeisterschaft | Jahr                               |
| ----------------------- | ---------------------- | ---------------------------------------------- | ------------------------ | ---------------------------------- |
| FC Seoul                | 7                      | 2000, 2002, 2004, 2010, 2016, 2016, 2018, 2019 | 3                        | 2001, 2003, 2005                   |
| Pohang Steelers         | 4                      | 1990, 2007, 2010, 2019                         | 2                        | 2008, 2011                         |
| Seongnam FC             | 3                      | 2001, 2003, 2011                               | 6                        | 2000, 2002, 2004, 2007, 2009, 2010 |
| Incheon United          | 3                      | 2006, 2008, 2009                               | 1                        | 2012                               |
| Jeju United             | 1                      | 2005                                           | 3                        | 1990, 2018, 2019                   |
| Busan IPark             | 1                      | 2012                                           | 2                        | 2006, 2016                         |
| Ulsan Hyundai           | 1                      | 2017                                           | 2                        | 2003, 2012                         |
| Police FC               | 1                      | 2012                                           | 1                        | 2011                               |
| Daegu FC                | 1                      | 2016                                           | 1                        | 2018                               |
| Daejeon Citizen FC      | 1                      | 2018                                           | 1                        | 2019                               |
| Jeonnam Dragons         | 1                      | 2003                                           | -                        | -                                  |
| Sangju Sangmu           | 1                      | 2011                                           | -                        | -                                  |
| Suwon Samsung Bluewings | -                      | -                                              | 2                        | 2016, 2017                         |
| Gyeongnam FC            | -                      | -                                              | 1                        | 2010                               |